# Kloster Hausen

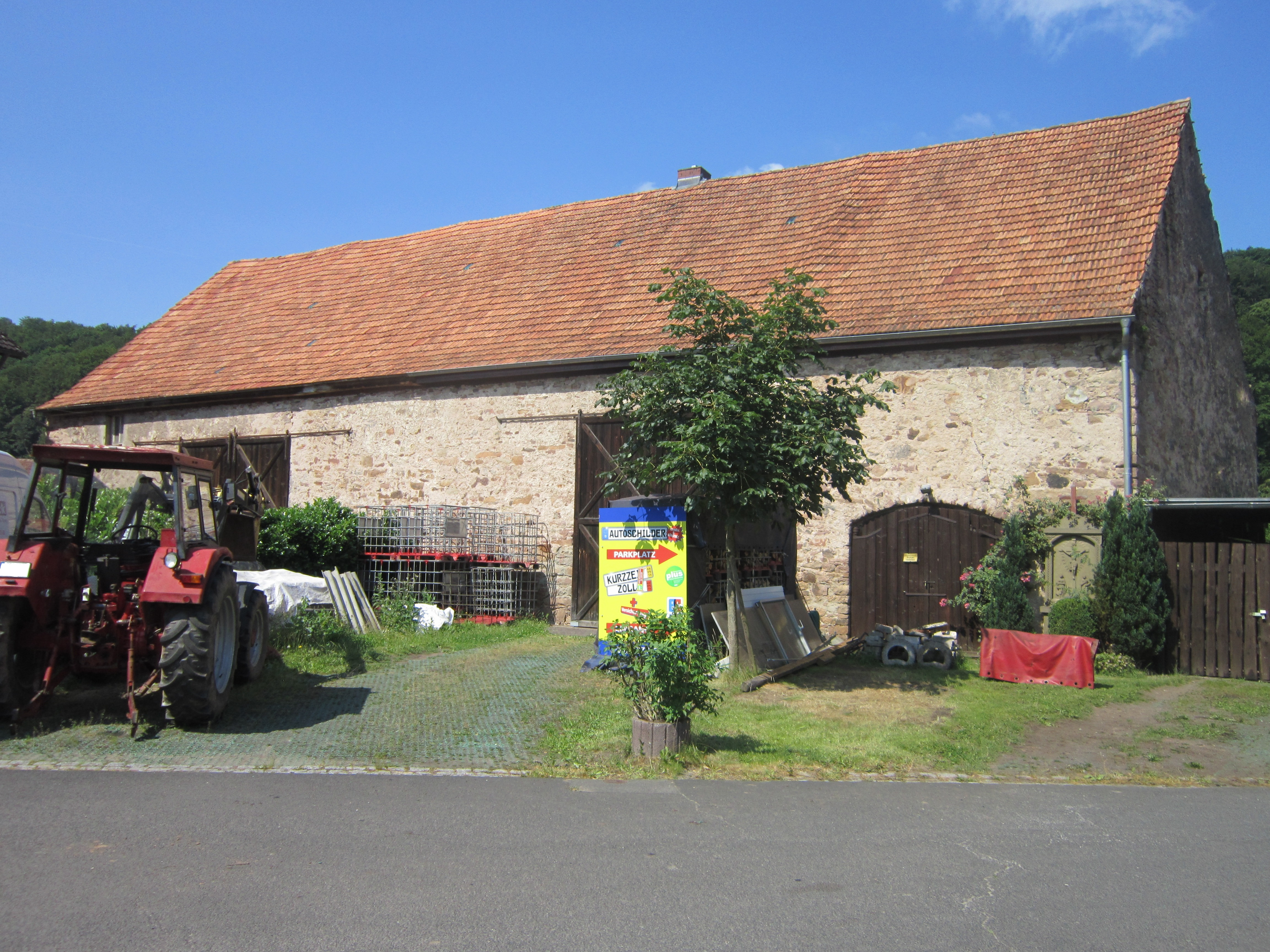
Ehemalige Klosterscheune (heute Klosterweg 7a)

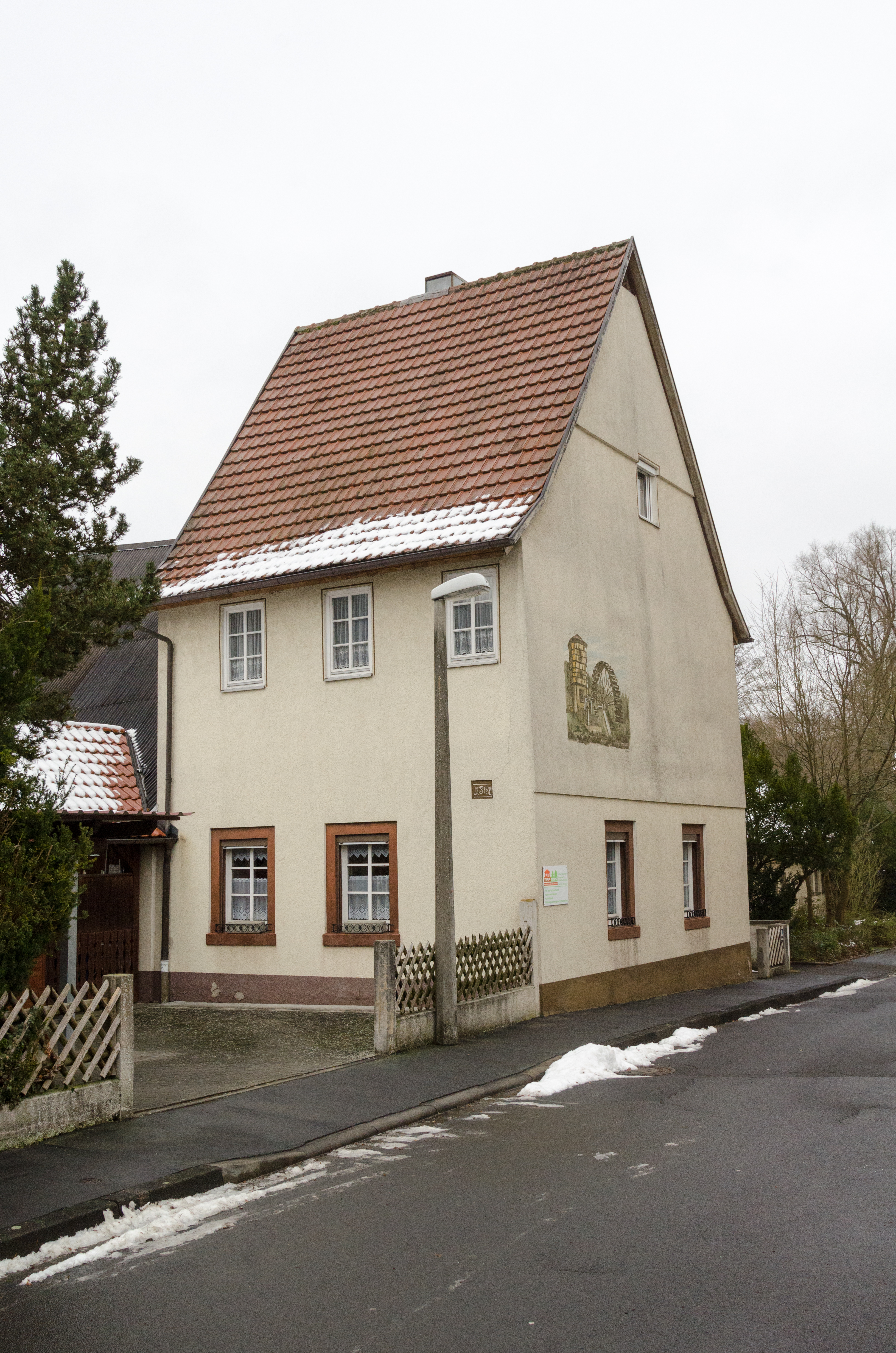
Ehemalige Klostermühle (heute Klosterweg 11).

Das Kloster Hausen  ist ein ehemaliges Prämonstratenserinnen-Stift in Hausen bei Bad Kissingen. Es gehört zu den Bad Kissinger Baudenkmälern und ist gemeinsam mit der dazugehörigen Kloster Kirche „Heilig-Kreuz“ unter der Nummer D-6-72-114-186 in der Bayerischen Denkmalliste registriert.

## Geschichte

### Entstehung
Das dem Heiligen Kreuz geweihte Kloster wurde durch Graf Heinrich von Henneberg gegründet. Die erste bekannte urkundliche Erwähnung des Klosters stammt aus dem Jahr 1161. Sie enthält kein genaues Datum, da nicht die eigentliche Gründung beurkundet, sondern lediglich ein früheres Rechtsgeschäft bestätigt wurde. Stadt- und Kreisheimatpfleger Werner Eberth grenzt die Entstehungszeit des Klosters auf die Zeit zwischen 1141 (Entstehung des Klosters Veßra, dessen Abt das Kloster Hausen zeitweise unterstand) und 1161 ein, möglicherweise war es das Jahr 1150.

### Mittelalter
Graf Heinrich von Henneberg hatte den Ort Hausen von Eberhard von Bamberg im Tausch gegen die Dörfer Heyden und Hircendorf erworben. Nach der Gründung übergab Heinrich von Henneberg das Kloster an das Bistum Würzburg unter Fürstbischof Heinrich II. von Stühlingen.
Im Jahr 1250 erfolgte eine umfangreiche Schenkung von Grundstücksflächen an das Kloster Hausen. Es war zunächst ein Tochterkloster von Kloster Oberzell bei Würzburg, unterstand jedoch im 13. Jahrhundert zeitweise auch im Rahmen eines Visitationsrechts durch das Kloster Veßra dessen Abt. Das Kloster verfügte über das Recht, im Dorf Hausen die Niedergerichtsbarkeit auszuüben.
Wahrscheinlich beherbergte das Anwesen eine Klosterschule, die Mädchen zu Nonnen ausbilden sollte und zunächst von einer Magistra (die letzte bekannte Nennung einer Magistra stammt aus dem Jahr 1465), dann von einer Priorin (erste bekannte Nennung einer Priorin: 1518) geleitet wurde. Die Klosterschule war mit der heutigen Realschule, eventuell auch mit dem heutigen Gymnasium vergleichbar und an ein Internat angeschlossen.
Möglicherweise entstand gleichzeitig mit der Gründung des Klosters dessen Klosterkirche. Ihre erste bekannte urkundliche Erwähnung stammt aus dem Jahr 1272, in dem in einer Urkunde der Deutschordenskommende Münnerstadt die Bezeichnung der Kirche als „ecclesia sanctae crucis“ (Kirche des Heiligen Kreuzes) überliefert ist.
Eine Anordnung von Kaiser Karl IV. vom 8. August 1356 an den Würzburger Bischof, das Kloster Hausen gegen die Übergriffe der Brüder Karl und Mangold von Ostheim zu schützen, deutet darauf hin, dass das Kloster bereits so gut wie vollständig in das Hochstift Würzburg eingebunden war.

### Neuzeit
Im Bauernaufstand von 1525 wurde Hausen verwüstet. Die Nonnen fanden Zuflucht im Kloster Oberzell, dessen Abt Georg von Oberzell das Kloster Hausen wieder aufbaute. Wenig später wurde das Kloster Hausen erneut schwer geschädigt und zwar im Zweiten Markgrafenkrieg (1552/1553) und in den Grumbachschen Händeln (1565).
Für 1556 ist erstmals ein weltlicher Klosterverwalter belegt. Mit Genehmigung von Papst Gregor XIII. wurde das Kloster im Jahre 1581 mit seinem gesamten Vermögen, vor allem seinem Waldbesitz, dem Klauswald, von der Julius-Maximilians-Universität Würzburg unter Fürstbischof Julius Echter von Mespelbrunn verwaltet. Dies bedeutete die Auflösung des Klosters; die letzte belegte Priorin war Ottilie (von?) Forstmeister.
Nach Verwüstungen im Dreißigjährigen Krieg (1618–1648) erfolgte im Jahr 1681 die Wiedererrichtung des Klosters unter Peter Philipp von Dernbach; die Klosterkirche wurde unter Fürstbischof Julius Echter von Mespelbrunn wieder aufgebaut sowie unter den Fürstbischöfen Johann Philipp von Greiffenclau zu Vollraths und Johann Philipp Franz von Schönborn ausgestaltet. Der umfangreiche Waldbesitz des Klosters (Klauswald) ist heute Staatsforst.
Bis 1821 war die Anlage unter Verwaltung der Julius-Maximilians-Universität Würzburg und ging dann in Staatsbesitz über. Der Staat verkaufte 1837 das Klostergut (ohne Kirche) an den jüdischen Baron Joel von Hirsch, der es 1847 an 28 örtliche Landwirte weiterveräußerte (wie es heißt, sah er sich dazu veranlasst, weil ihm ein Mönch in weißem Habit erschienen sei, der der Sage zufolge seit den Urzeiten des Klosters im Klostergebäude wandelt).
1860 kaufte der Kissinger Landrichter Graf Friedrich von Luxburg die Klostergebäude für den Distrikt Kissingen und richtete darin eine „Katholische Rettungsanstalt Marienpflege für die verwahrlosten Mädchen im Bezirk Bad Kissingen“ ein. Diese wurde im Jahre 1942 von den Nationalsozialisten in ein „Kreiskinderheim“ für Kinder aus dem gesamten Dritten Reich umgewandelt. Im Jahre 1959 wurde das Kreiskinderheim aufgelöst.
Im Preußisch-Österreichischen Krieg von 1866 fanden bayerische Soldaten Unterkunft im Kloster Hausen, das nach deren Rückzug von preußischen Soldaten geplündert wurde.
Nachdem Maria-Stern-Schwestern aus Augsburg die Zuständigkeit für das Kloster übernommen hatten, wurde im Jahre 1894 im Erdgeschoss eine Kinderbewahranstalt eingerichtet. Im Jahre 1960 erfolgte die Auflösung des Kinderheims.
Danach verlegte der Landkreis Bad Kissingen das bis dahin im Schloss Massbach untergebrachte Kreisaltersheim in das Kloster Hausen. 1962 übereignete der Staat die Klosterkirche der Pfarrei Hausen. 1976 wurde Altenheim aufgelöst und nach Münnerstadt verlegt. Das Klostergebäude wird seitdem als Dienststelle des Landratsamts Bad Kissingen genutzt. Im Jahre 1990 zerschlug sich der Plan vietnamesischer Zisterzienser-Mönche, in das Kloster Hausen einzuziehen.
Der Ortspfarrer und Bad Kissinger Dekan Georg Hirschbrich richtete zum 25. Todestag des aus Hausen stammenden Kardinals Julius Döpfner (24. Juli 2001) im Kloster das kleine Kardinal-Döpfner-Museum als Gedenkstätte ein.

## Klosterkirche „Heilig Kreuz“

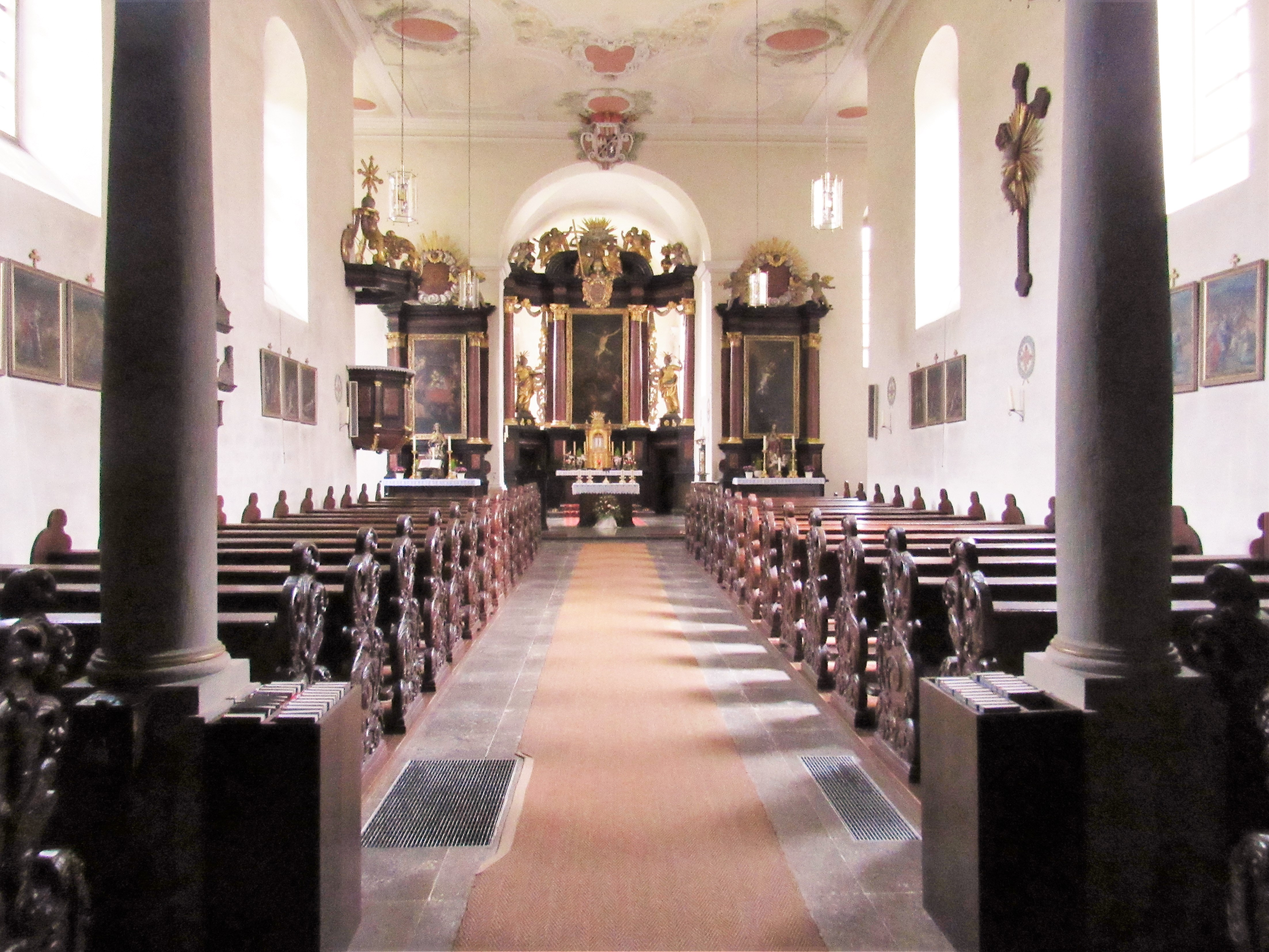
Innenraum der ehemaligen Klosterkirche, jetzt Pfarrkirche Hausen

### Geschichte
Die erste bekannte urkundliche Erwähnung der klösterlichen Heilig-Kreuz-Kirche stammt aus dem Jahr 1250; aus dem Jahr 1272 ist in einer Urkunde der Deutschordenskommende Münnerstadt die Bezeichnung der Kirche als „ecclesia sanctae crucis“ („Kirche des Heiligen Kreuzes“) überliefert.
Unter dem Würzburger Fürstbischof Julius Echter von Mespelbrunn wurden Kirche und Kloster instand gesetzt, woran eine Inschrifttafel mit Wappen im linken Seitenschiff der Kirche erinnert. Aus der Klosterkirche wurde die  katholische Pfarrkirche Heilig Kreuz, deren heutiges Gebäude unter Fürstbischof Johann Philipp II. von Greiffenclau in den Jahren 1714 und 1715 durch den Hochfürstlich Würzburgischen Stadt- und Landbaumeister Joseph Greissing unter Einbeziehung älterer Fundamente und Mauern in einem betont schlichten Barockstil errichtet, beziehungsweise umgebaut wurde. Beibehalten wurde dabei auch der kreuzförmige Grundriss, eine sinnfällige Ausdeutung des Kreuz-Patroziniums. Ein eleganter Dachreiter mit Welscher Haube und Laterne über dem Kreuzungspunkt von Lang- und Querhaus erinnert seither, trotz seiner Errichtung in nachklösterlicher Zeit, genauso wie der belassene gerade Chorschluss, noch an die klösterliche Baukultur des Mittelalters, die besonders bei Frauenklöstern Bescheidenheit in der Architektur forderte. Ein Doppelwappen am Westportal macht gleich beim Eintritt auf diese überformende Erneuerung der Kirche unter den Fürstbischöfen Johann Philipp von Greiffenclau zu Vollraths (reg. 1699–1719) und Johann Philipp Franz von Schönborn (reg. 1719–1724) aufmerksam, wobei unter Schönborn nur noch kleinere Abschlussarbeiten am Innenraum durchzuführen waren.
Im Jahre 1821 wurde die Kirche gemeinsam mit dem Kloster Staatsbesitz. Seit 1962 befindet sie sich im Eigentum der Pfarrkirchenstiftung Hausen. Im Jahre 1988 erfolgte eine Renovierung.

### Ausstattung
Die nach Osten hin orientierte Kirche weist einen kreuzförmigen Grundriss auf, wobei der Chor wie auch die Arme des Querhauses gerade geschlossen sind. Während der Barockisierung unter Fürstbischof Johann Philipp II. von Greiffenclau wurde eine einheitliche Ausstattung im Stil des Würzburger Spätbarock eingebracht.
Bei den drei Altären der Klosterkirche handelt es sich um schwere Stuckmarmoraltäre, in feierlichem Schwarz mit weißen Adern, kombiniert mit dunkelroten Säulen, dazu reichlich Goldstaffage. Ihren Stilformen nach wurden diese höchstwahrscheinlich von dem Franziskanerminoriten Kilian Stauffer geschaffen. Alle sind als Säulenädikulä gestaltet: die beiden Seitenaltäre zweisäulig, der Hochaltar viersäulig, mit reicherer Bekrönung, sowie um offene, vorschwingende Seitentravéen erweitert. Hier platzierte man die Namenspatrone des Bauherrn, Johannes den Täufer und Philippus, als Holzskulpturen, während das zentrale Altarblatt, dem Patrozinium gemäß, der Kreuzaufrichtung gewidmet ist. Auf dem linken Seitenaltar findet sich eine Darstellung des Innsbrucker Gnadenbildes Mariahilf nach Lucas Cranach dem Älteren, während der rechte Seitenaltar den hl. Antonius von Padua zeigt. Passend zu den Altären ist die Kanzel entworfen. Zur Barockausstattung gehören noch die in Anlehnung an den Würzburger Domstuck gestaltete Decke und die Westempore mit ihren für Joseph Greissing typischen toskanischen Balustern aus Eichenholz. Des Weiteren aufwändige Stuhlwangen aus Eichenholz, geschnitzt im Laubwerkstil.
Etwas älter ist die aus dem Jahre 1680 stammende Orgel. Sie befindet sich auf der von zwei korinthischen Säulen aus Sandstein getragenen Westempore.
Ein Wappen im linken Seitenschiff der Kirche ließ zur Erinnerung an seine – heute nicht mehr sichtbare – Kirchenneugestaltung Fürstbischof Julius Echter von Mespelbrunn anfertigen. Es ist im Stil der Renaissance gestaltet und befand sich ursprünglich wohl außen an der Kirche, vermutlich an der Westfassade.  Der Text des Wappens ist im antiken Versmaß des Distichons verfasst, was, genauso wie die aufwändige Gestaltung der Gedenktafel, der Bestimmung Kloster Hausens zum Universitätsgut geschuldet ist.
Ein in Öl gemalter Kreuzweg entstand etwa in der Mitte des 18. Jahrhunderts und ist mit „I.A.SCH.BCH“ bezeichnet.
An der Nordwand der Kirche befindet sich ein Denkmal für den in Hausen geborenen Kardinal Julius Döpfner.